# Gus Arriola

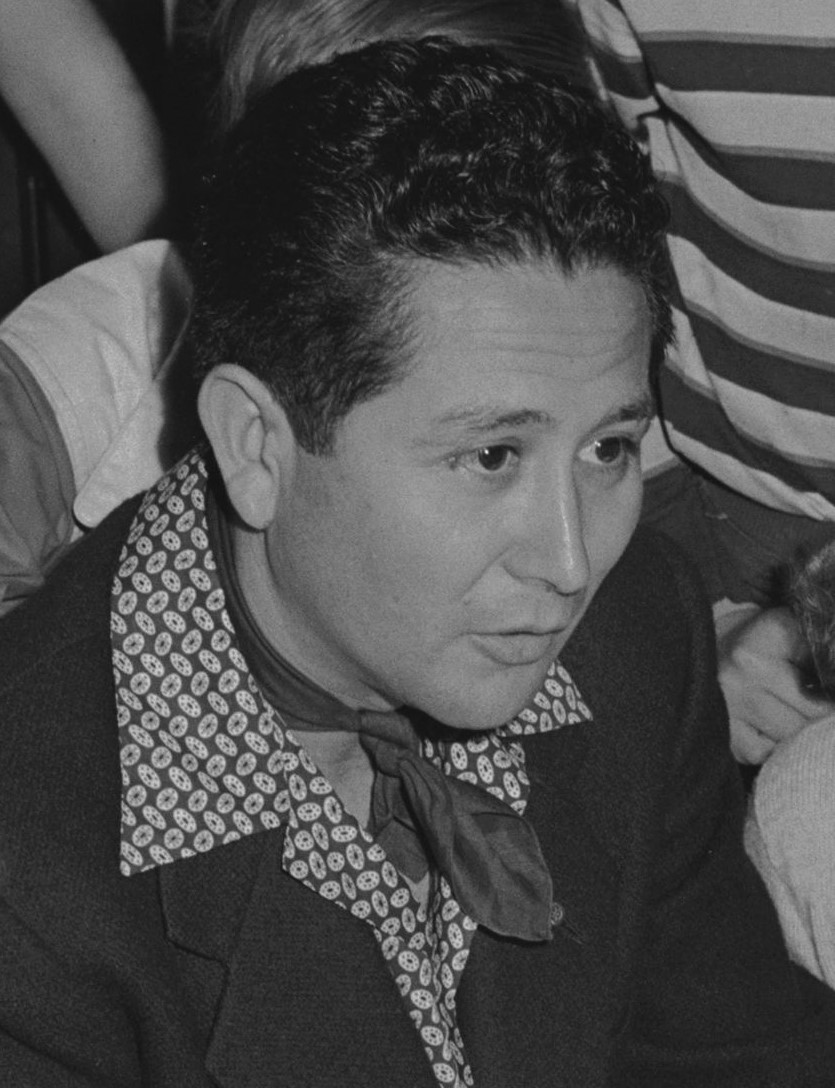
Gus Arriola (1949)

Gustavo „Gus“ Arriola (* 17. Juli 1917 in Florence, Arizona; † 2. Februar 2008 in Carmel-by-the-Sea, Kalifornien) war ein US-amerikanischer Comiczeichner. Besondere Bekanntheit erlangte er durch seinen Comicstrip Gordo.

## Leben und Werk
Arriola wurde als jüngstes von neun Kindern eines mexikanischen Einwanderers geboren. Seine Mutter starb früh und seine Familie zog mit ihm nach Los Angeles, als Arriola acht Jahre alt war. Dort besuchte er die Manual Arts High School und nach deren Abschluss im Jahr 1935 fand er eine Anstellung im Studio von Charles Mintz. Im Jahr 1937 wechselte Arriola zu Metro-Goldwyn-Mayer, wo er in der Zeichentrickabteilung arbeitete. Auf der Grundlage von Zeichentrickfiguren, die er im Jahr 1940 entwickelte, kreierte Arriola den daily strip Gordo, dessen erste Episode am 24. November 1941 erschien. Der Comic um einen mexikanischen Farmer wurde im Oktober 1942 durch die Einberufung Arriolas unterbrochen, konnte aber im Mai 1943 zumindest als Sonntagsseite fortgesetzt werden. Im Jahr 1943 heiratete er auch Mary Frances Sevier, die er bei Metro-Goldwyn-Mayer kennengelernt hatte. Bei der Armee arbeitete er in einer Einheit, die Schulungsfilme erstellte. Nach der Entlassung Arriolas aus der Armee im Jahr 1946 setzte er Gordo wieder als daily strip fort. Der Strip, der zu seinen erfolgreichsten Zeiten von 270 Zeitungen abgedruckt wurde, wurde von Arriola bis zum März 1985 fortgesetzt und dann eingestellt.
Nach Aufenthalten in La Jolla, Kalifornien, und Phoenix, Arizona, ließ sich Arriola im Jahr 1956 in Carmel-by-the-Sea nieder. Er starb, nachdem er an Parkinson und Krebs erkrankt war. Mit seiner Frau hatte er einen gemeinsamen Sohn, der im Alter von 35 Jahren bei einem Autounfall ums Leben kam.